# Перов, Георгий Артамонович
Георгий Артамонович Перов (3 [16] февраля 1912, Ильинка, Забайкальская область — 25 апреля 1982) — специалист в области радиолокации, инженер-полковник, лауреат Сталинской премии.

## Биография
Родился 3 февраля 1912 года в селе Ильинка (сейчас — Прибайкальский район Бурятии).
В 1924 году окончил Ильинскую начальную школу, работал учеником столяра и кузнеца, затем — плотником, столяром, кочегаром железнодорожных мастерских станции Улан-Удэ, одновременно учился на рабфаке.
В 1931 году переехал в Москву, работал электромонтёром железнодорожных мастерских станции Москва-Казанская. В 1934 году поступил в Московский энергетический институт им. Молотова, который окончил с отличием, специальность «автоматика-телемеханика».
Получил направление в НИИ на должность инженера. В 1940—1941 годах заочно учился в аспирантуре.
С 25 августа 1941 года — в рядах Красной армии. Участник войны (последнее место службы — штаб 39-й армии, инженер-капитан).
В 1943 году отозван с фронта для выполнения спецзадания в Артиллерийском НИИ ВМФ. Вошёл в исследовательскую группу по созданию радиолокационных установок для подводных и надводных кораблей.
В 1946—1970 годах работал в НИМРИ (14-й НИИ ВМФ), город Пушкин Ленинградской области, начальник отдела. В 1946 году его отделом создана станция РЛС «Зарница» для обнаружения надводных целей и низко летающих самолётов, позднее — её береговой вариант РЛС «Залп-5».
14 марта 1970 года уволен в запас в звании инженер-полковника. Умер 25 апреля 1982 года.

## Награды и звания
- орден «Знак Почёта» (15.07.1966)[2];
- медали, в том числе:
  - «За оборону Москвы»;
  - «За боевые заслуги» (30.04.1954)[3];
- Сталинская премия 1-й степени (1952 год);
- Изобретатель СССР;
- Инженер-полковник.